# Adelospondylus
Adelospondylus watsoni és una espècie de tetràpode lepospòndil que va viure a la fi del Carbonífer inferior al territori que actualment és Escòcia.